# William Göhring
William Göhring (* 8. Mai 1843 in Leipzig; † 7. November 1926 ebenda) war ein deutscher Konsularbeamter.

## Leben
Göhrings Vater Alfred Göhring war Kaufmann und Wahlkonsul für Spanien und Portugal. Die Mutter war Anna Göhring geb. Peters.
Göhring besuchte die Thomasschule zu Leipzig und die Klosterschule Grimma. Nach dem Abitur im März 1862 studierte er Rechtswissenschaft an der Friedrich-Wilhelms-Universität zu Berlin und der Universität Leipzig. 1862 wurde er im Corps Misnia Leipzig aktiv. Er bestand das Erste Juristische Examen am 3. März 1866 und wurde im Frühjahr 1867 zum Dr. iur. promoviert. Nach der Ausbildung bei einem Rechtsanwalt in Leipzig machte er 1867/68 eine Studienreise in die Schweiz und nach Italien.
Am 1. Juli 1868 trat er in den Justizdienst des Königreichs Sachsen. Während des Deutsch-Französischen Krieges war er Hilfsarbeiter bei der deutschen Zivilverwaltung, von Januar bis Juni 1871 in Versailles, dann in Rouen und zuletzt in Soisy-sous-Montmorency. Nachdem er am 16. April 1872 die Assessorprüfung bestanden hatte, wurde er am 21. Juni 1872 in den Auswärtigen Dienst (konsularische Laufbahn) einberufen. Im März 1873 kam er als Vizekonsul nach Konstantinopel. Ab 11. April 1874 war er in der Abteilung II (Handels-, Rechts- und Konsularsachen) des Auswärtigen Amts. Seit dem 24. Januar 1875 Ständiger Hilfsarbeiter, wurde er am 16. Oktober 1878 Vortragender Rat. Am 28. April 1879 heiratete er Marie Platzmann (1847–1928). Aus der Ehe gingen die Töchter Annamarie (1880) und Elisabeth (1882–1950) hervor.
Von April 1883 bis zum 31. März 1895 war er Generalkonsul in Rotterdam. Das Generalkonsulat wurde am 1. April 1887 nach Amsterdam verlegt. 1890 Teilnahme an der Internationalen Antisklavereikonferenz in Brüssel als zweiter Bevollmächtigter. Er nahm auch an der Konferenz in Brüssel über den im Kongobecken einzuführenden Zolltarif als Technischer Delegierter teil. Am 19. März 1895 in den einstweiligen Ruhestand versetzt, nahm er 1899 an der Konferenz in Brüssel zur Regelung der auf den Spirituosenhandel in Ostafrika bezüglichen Bestimmungen der Brüsseler Generalakte vom 2. Juli 1890 teil.
Im Herbst 1906 nahm er in Brüssel an der Konferenz zur Abänderung der Brüsseler Generalakte von 1890 teil. Seit dem 27. Februar 1907 im Ruhestand, wurde er unbesoldeter Stadtrat in Leipzig. Von 1902 bis 1920 war er Mitglied der Gewandhaus-Konzertdirektion.
Er wurde im Göhringschen Erbbegräbnis in der VIII. Abteilung des Neuen Johannisfriedhofs beerdigt.

## Charakter
- Legationsrat (1875)
- Wirklicher Legationsrat (1878)
- Geheimer Legationsrat (23. Dezember 1882)
- Wirklicher Geheimer Legationsrat (1899)